# Mademoiselle Des Brosses
Jeanne de La Rue, dite Mademoiselle Des Brosses, est une actrice française née en 1657 et décédée le 1er décembre 1722.

## Biographie
Elle débute à la Comédie-Française en 1684. 
Sociétaire de la Comédie-Française en 1685, elle est retraitée en 1718.